# التنسيق الوطني لتقليل الكوارث (غواتيمالا)
التنسيق الوطني للتقليل من الكوارث في غواتيمالا (في الأسبانية: Coordinadora Nacional para la Reducción de Desastres (CONRED) هي وحدة تم إنشاءها لمنع الكوارث أو التقليل من آثارها على المجتمع وتقوم أيضاً بتنسيق جهود إدارة الطوارئ.